# Jackson Irvine
Jackson Alexander Irvine (Melbourne, 7 de março de 1993) é um futebolista australiano que atua como meio-campo. Atualmente, joga pelo St. Pauli.

## Seleção
Foi convocado para defender a Seleção Australiana de Futebol na Copa do Mundo de 2018.

## Títulos
Fonte:
Celtic
- Scottish Premiership: 2012–13
- Copa da Escócia: 2012–13

Ross County
- Copa da Liga Escocesa: 2015–16